# 高流量鼻カニュラ酸素療法
高流量鼻カニュラ酸素療法（こうりゅうりょうはなカニュラさんそりょうほう）（米: High-flow nasal cannula; HFNC or High-flow nasal oxygen; HFNO）は、呼吸補助のための高流量酸素システムの一種である。加温・加湿した一定濃度の酸素を、鼻カニュラ（鼻腔カニューレ）を介して高流量で投与する。投与されるガスは、人体の温度（37℃）に加熱され、相対湿度100%を目標に加湿される。急性および慢性の呼吸不全に使用される。

## 名称
本療法には、明確に定められた名称がない。日本語の総説や学会誌では「高流量鼻カニュラ酸素療法」と呼称が一般的である。その他に「高流量式鼻カニュラ酸素療法」や、商品名としての「ネーザルハイフロー」などの呼称がある。
英語における名称も、欧米の呼吸器関連医学雑誌では記事によって記載が異なり、統一されたものはないが、一般的には"high-flow nasal cannula"、"high flow nasal oxygen"、"Heated humidified high-flow nasal cannula（加温加湿高流量鼻カニュラ）"と表記し、"HFNC"や"HHHT"などの略語が用いられている。

## 背景

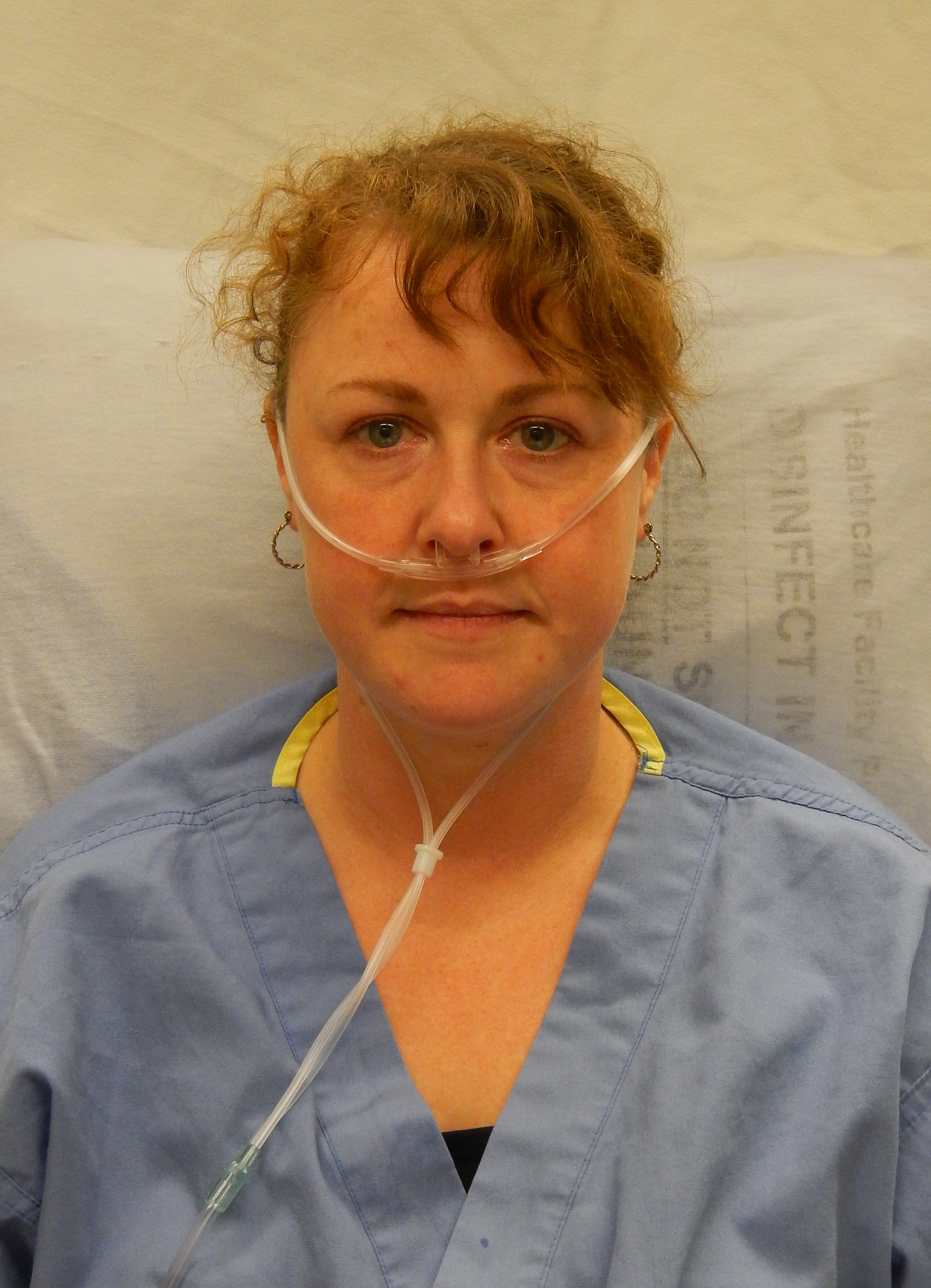
一般的な鼻カニュラによる酸素投与

一般的に医療用の酸素投与に用いられる鼻カニュラは、1～6L/分程度の流量に制限されるため、供給される純酸素は周囲の空気によって希釈され、吸入酸素濃度（FiO2）は約24～36％程度となる。それに対して高流量鼻カニュラ酸素療法（HFNC）では、最大60L/分程度の高流量経鼻投与が可能である。その結果、90％を超える高いFiO2の維持が可能となった。
配管からの医療用酸素は加湿されておらず、供給時に圧力が大気圧へ低下することによって膨張し、ガスが冷却される。加湿されていない低温のガスを供給すると、鼻粘膜を刺激し乾燥や出血を引き起こしたり、体温を低下させて代謝要求を増加させる可能性がある。このため、鼻カニュラからは通常6L/分を超えるような高流量の酸素を供給することができない。通常の呼吸では、成人の鼻孔での吸気流量は12L/分を超え、軽度の呼吸困難の人では30L/分を超えることもある。通常の鼻カニュラから提供される1～6L/分程度の酸素のほかは、室内の空気を吸入することとなり、必然的に達成可能な吸入酸素濃度（FiO2）は制限される。このため、高流量鼻カニュラ酸素療法（HFNC）が実用化される以前は、FiO2を増加させるためには、フェイスマスクまたは気管挿管が必要であった。
HFNCでは、供給するガスを加湿加温することによって、患者の吸気流量を超える十分な流量を供給することができる。機械内で空気または空気と酸素を混合した後、約37℃まで加熱され、加湿器を使用して相対湿度100％まで加湿される。ガスは、加温されたチューブを介して患者に供給されるため、チューブ内での水蒸気の冷却と凝縮を防ぐことができる。
HFNCの概念は、もともとは競走馬で使用するために開発され、Vapotherm社によって1999年に導入された。

## 構造
機器は、専用鼻カニュラ、ヒーターワイヤー付きの加温加湿器、酸素調節装置（酸素ブレンダー）により構成されている。
鼻カニュラは高流量に対応するため、通常の鼻カニュラと比較して太く重いが、使いやすいようにチューブ部分が蛇腹（フレキシブル）構造になっている。加温加湿器は最も重要な役割を担う部分であり、専用の加温加湿器あるいは人工呼吸器用の加温加湿器を使用する。加温加湿器と鼻カニュラとを接続するチューブには高湿度ガスの結露を防ぐための加温装置がついている。酸素調節装置（酸素ブレンダー）は、病室に配管した圧縮空気と高圧酸素の両方を混合するタイプと、ベンチュリ効果を利用して室内空気と配管からの高圧酸素を混合するタイプがある。一般的に後者は騒音が大きいとされる。装置には酸素濃度計がついており、21％から 100％までの酸素濃度（FiO2）を任意に設定して供給することができる。

## 効果
高流量鼻カニュラ酸素療法（HFNC）は、非侵襲的陽圧換気法（NPPV）マスクの装着や気管挿管をせずに、通常の酸素供給療法よりも高い吸入酸素濃度（FiO2）を患者に供給することができる。NPPVや気管挿管による人工呼吸と異なり、鼻からガスを送り込むため、使用中に患者は会話や食事が可能であり、生活の質（QOL）が維持できることが大きなメリットといえる。また、吸気すべてを機械から供給できるため、リザーバー付きマスクや通常の鼻カニュラと比較して正確な吸入酸素濃度（FiO2）を維持できる。
その他、吸気が加熱・加湿されることによる利点として、気道粘液の水分量が増加し、分泌物の排泄（クリアランス）を促進して気管支粘膜症状の発現を減少させることが挙げられる。体内で吸気を加温・加湿する必要がないため、代謝コストが減少し、呼吸時による患者の負担（呼吸仕事量）も減少する。
急性呼吸不全におけるHFNCの使用は、死亡率や入院期間や集中治療室の在室期間に影響を与えない。ただし、気管挿管の必要性を15％程度減らし、酸素化の増悪を減少させるとされる。
一方デメリットとしては、大量の酸素を必要とすること、機器本体やディスポーザブル（使い捨て）部分の費用が高いことなどが挙げられる。

## 適応・禁忌
高流量鼻カニュラ酸素療法（HFNC）は、自発呼吸が保たれているが、呼吸仕事量が増加している患者に有用である。一般的な呼吸不全、気管支喘息の増悪、慢性閉塞性肺疾患の増悪、肺炎、肺水腫、鬱血性心不全、急性呼吸窮迫症候群（ARDS）などにおいて適応となりうる。一部では、自発呼吸を残した全身麻酔下での手術を容易にするためも使用される。睡眠時無呼吸症候群の治療にも有用であるとされる。
非侵襲的陽圧換気法（NPPV）で禁忌（使用不可）とされる自発呼吸消失、気道確保不能、循環動態不安定、患者が非協力であるなどの症例は、HFNCでも同様に禁忌である。顔面の外傷で鼻カニュラを使えない状態であるとき、気胸が疑われるとき、動脈血二酸化炭素分圧（PaCO2)が48mmHg以上のときは原則適応外である。HFNCは人工呼吸器の完全な代用にはならず、換気を補助しないため高CO2血症の改善は期待すべきではない。

### 小児
新生児特定集中治療室（NICU）において、新生児呼吸窮迫症候群の未熟児に対して有用であることが示されている。患者の状態によっては気管挿管を避けることができ、より低い吸入酸素濃度（FiO2）で安全な呼吸管理を可能にするため、未熟児網膜症などの酸素毒性リスクを軽減するとされる。また、呼吸に必要な仕事量が減少するため、人工呼吸器での日数の減少、より早い体重増加、全体的な入院期間の減少させる効果が示唆されている。侵襲の少ない陽圧換気が可能であり、人工換気による不快感を減らすことができるため、乳幼児や学童に有用である。

### 新型コロナウイルスによる急性呼吸器疾患（COVID-19）
高流量鼻カニュラ酸素療法（HFNC）は、新型コロナウイルスによる急性呼吸器疾患（COVID-19）に対して一定の効果が見込まれる。ただし、一部の重症患者（P/F比が低い患者）では、HFNCのみでの酸素化維持は困難である。中国重慶市での研究によれば、重症患者のほとんどが高流量鼻カニューレ（HFNC）による治療を受けており、補助酸素療法のなかで最も多く使用されていた。その中でも比較的軽症な患者（P/F比が200を超える患者）ではHFNCによる補助酸素療法は奏功したが、さらに重症な患者（P/F比が200以下の患者）では、HFNCを使用した患者の41%が非侵襲的陽圧換気法（NPPV）や気管挿管による人工換気などのより高レベルな補助酸素療法を必要とした。
HFNCなどの補助酸素療法では、患者の呼吸によってある程度エアロゾルが空気中に放出され、医療従事者の感染の原因となりうるが、その飛散距離は通常の酸素マスクと比較して有意な差は認められない。COVID-19の感染が拡大した当初は、多数の臨床医が感染したためにエアロゾル発生による院内感染の懸念が生じ、HFNCを回避する傾向があった。しかしその後、HFNCの利用は酸素マスクを使用した酸素療法と比較して環境への分散または細菌汚染のいずれも増加させないとの報告が出された。さらに同報告によれば、HFNCでは患者は咳やくしゃみの際のエアロゾル伝播を減らすためにサージカルマスクを着用できるため、サージカルマスクが着用できない酸素マスクと比較してむしろ利点となりうるとしている。